# جون ألويسيوس مورغان
جون ألويسيوس مورغان (بالإنجليزية: John Aloysius Morgan)‏ هو كاهن كاثوليكي أسترالي، ولد في 9 أكتوبر 1909 في ملبورن في أستراليا، وتوفي في 21 مايو 2008 في كانبرا في أستراليا.